# Chalepoxenus tauricus
Chalepoxenus tauricus, описаний Радченком у 1989 році — вид мурашок, який спочатку класифікувався як рід Chalepoxenus, родини мурашиних (Formicidae).
Однак, у зв'язку з таксономічною ревізією, назву виду було змінено на Temnothorax inquilinus. Ця зміна відбулася через те, що Chalepoxenus був синонімізований з Temnothorax, що зробило Chalepoxenus tauricus вторинним молодшим омонімом, що призвело до прийняття нової назви Temnothorax inquilinus.
Він є ендемічним для України.
Наукова класифікація: Temnothorax inquilinus належить до царства Тварини, ряду Членистоногі, класу Комахи (Insecta), ряду Перетинчастокрилі (Hymenoptera), родини Форміциди (Formicidae), підродини Мірміцини (Myrmicinae), триби Крематогастрини (Crematogastrini) та роду Temnothorax.
Номенклатура: Початкова назва виду, Chalepoxenus tauricus, була запропонована Радченком у 1989 році, але була замінена на Temnothorax inquilinus Уордом та іншими у 2014 році через таксономічне перекриття з іншим видом.
Ареал поширення та середовище існування: Temnothorax inquilinus є рідним для України, на що вказує його початковий опис та локалізація виду.
Природоохоронний статус: Цей вид вважається вразливим згідно з МСОП.
Національний центр біотехнологічної інформації (NCBI) надає додаткову інформацію про таксономію виду, включаючи деталі його еволюційної лінії та відповідні генетичні коди. Крім того, Animal Diversity Web пропонує огляд таксономічної класифікації видів у більш широкому контексті царства Тварини.